# Dendrogale murina
La tupaia a coda sottile settentrionale (Dendrogale murina) è una specie di tupaia diffusa in Indocina (Thailandia, Cambogia e Vietnam), dove popola le aree ricoprete di foresta non eccessivamente fitta.

## Descrizione
Misura circa una trentina di centimetri, una buona metà (se non di più) dei quali occupata dalla coda, lunga e ricoperta da peluria corta e folta.
La parte dorsale e le zampe sono di colore nero, il ventre, la gola, gli arti e la coda sono di colore giallo dorato. Una striscia color giallo-arancio corre lateralmente al muso dal naso alle orecchie, passando appena sotto i grandi occhi.
Sulle spalle e sul posteriore  si possono notare dei riflessi ramati del pelame.